# Elk Hair Caddis
Elk Hair Caddis er en dansk animationsfilm fra 2010, der er instrueret af Peter Smith, Magnus Møller, Alice Holme og Anders Brogaard.

## Handling
Enhver overbebyrdet far kan få brug for lidt fred og ro. Lystfiskeri skulle jo være så afstressende, men selv små behov kan udløse en lavine af store ulykker.